# Spürhund

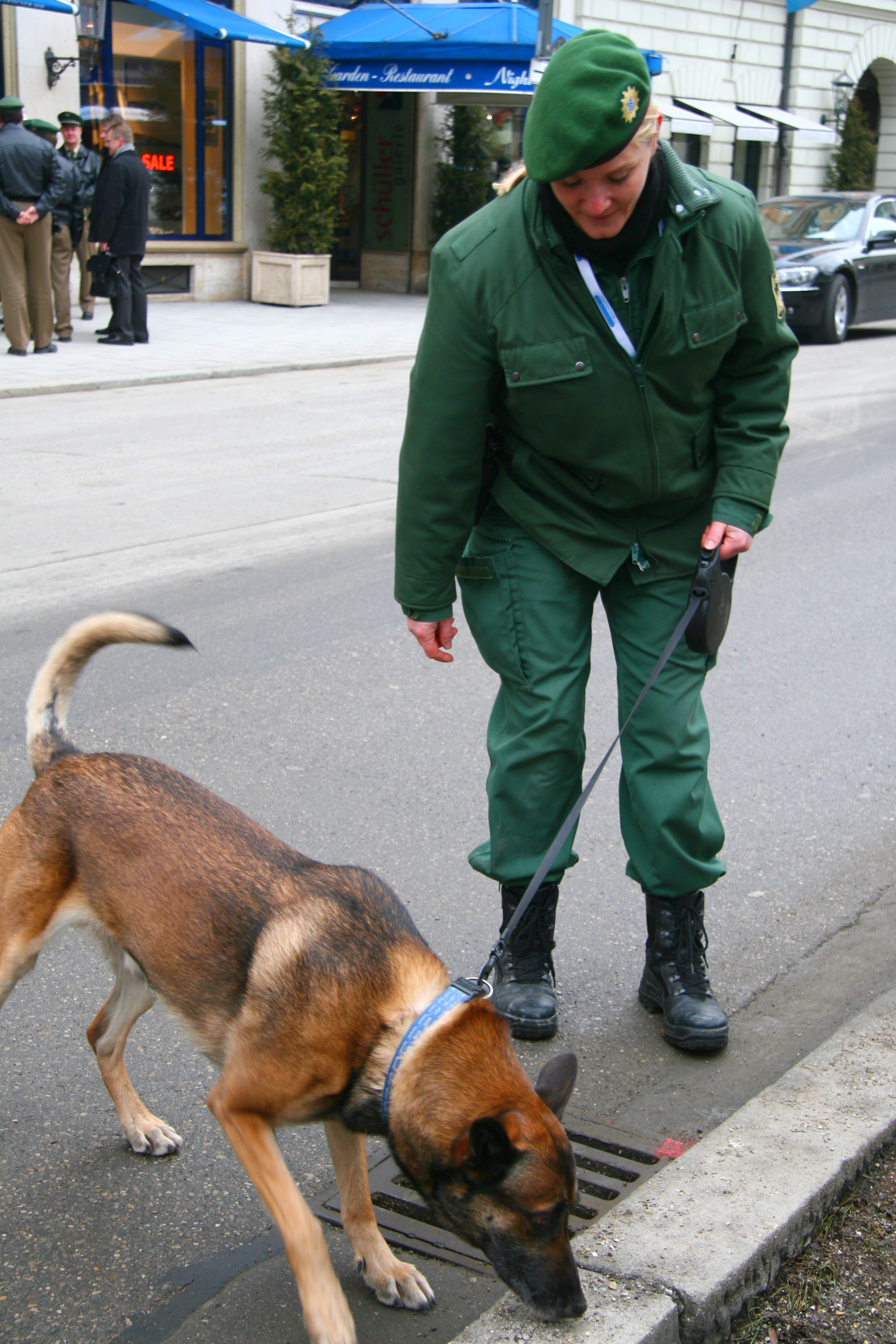
Suchspürhund der Bayerischen Polizei

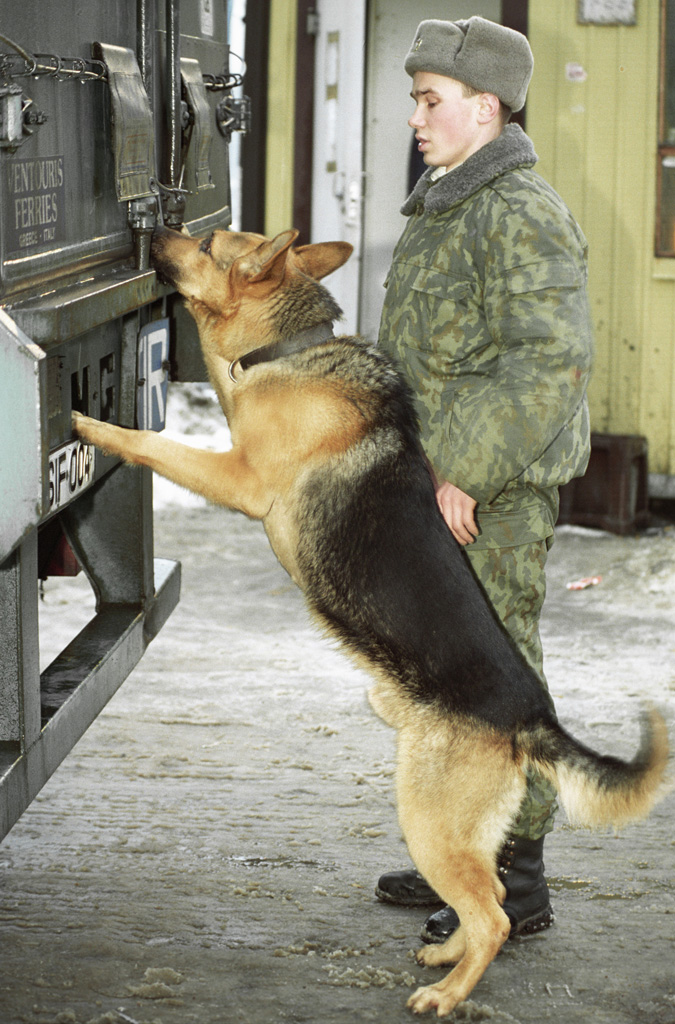
An einem russisch-finnischen Grenzübergang (1997)

Ein Spürhund ist ein Hund, der zur speziellen Geruchserkennung und -verfolgung für bestimmte Aufgaben ausgebildet ist.

## Jagd
Schon seit Jahrhunderten werden Spürhunde bei der Jagd eingesetzt. Es gibt eine ganze Reihe verschieden spezialisierter Jagdhunde, einer davon ist der Schweißhund.

## Diensthunde
Spürhunde werden als Diensthund unter anderem bei Polizei und Zoll eingesetzt. Mögliche Spezialisierungen von Diensthunden sind beispielsweise
- Sprengstoffspürhunde für die Suche nach Sprengstoffen
- Suchtmittelspürhunde für die Suche nach Suchtmitteln
- Personenspürhunde für die Personensuche. Dabei gibt es die Spezialisierungen Mantrailing und Fährtenhund und Diensthunde, die weder auf die eine noch auf die andere dieser beiden Formen spezialisiert sind.
- Leichensuchhunde, auch Leichenspürhunde genannt, für die Suche nach toten Personen.
- Spürhunde für das Aufspüren von Larven und Käfern des Asiatischen Laubholzbockkäfers, einem gefährlichen Holzschädling und Neozoon
- Bargeldspürhunde, die auf große Mengen Papiergeld spezialisiert sind.[2]
- Datenträgerspürhunde für die Suche nach USB-Sticks, CDs, Festplatten, SIM-Karten etc.[3]

## Hunde in Katastrophenschutz und Rettungsdienst
Im Rettungsdienst kommen Mantrailer zur Personensuche zum Einsatz. Rettungshunde werden zur Suche von Personen auf größeren Flächen, in Trümmern, im Schnee oder im Wasser (Wasserrettung) eingesetzt. Auch Leichenspürhunde werden im Katastropheneinsatz genutzt.

## Spürhunde im medizinischen Einsatz
Hunde sind aufgrund ihres gut ausgebildeten Geruchssinns in der Lage, Veränderungen am Menschen zu riechen, die medizinisch von Bedeutung sind. So werden Hunde als Begleit- und Warnhunde eingesetzt. Dazu gehören Hunde, die speziell als Epilepsiehund oder Diabetikerwarnhund ausgebildet sind. Hunde sind darüber hinaus in der Lage, verschiedene Veränderungen zu riechen, die mit Krebs einhergehen und somit bei entsprechender Ausbildung diese Veränderungen anzuzeigen. In der COVID-19-Pandemie könnten Spürhunde hilfreich werden, wenn sie darauf trainiert werden, Infizierte am Geruch zu erkennen. Am Flughafen von Helsinki sind seit September 2020 in einer Pilotstudie erste speziell trainierte Corona-Spürhunde im Einsatz.

## Spürhunde im bauhygienischen Einsatz
Zum Auffinden von versteckten Schimmelpilzschäden in Gebäuden werden dafür ausgebildete Schimmelspürhunde eingesetzt. Ein Einsatz von sogenannten Bettwanzenspürhunden zum Aufspüren von Plattwanzen erfolgt nicht nur in Gebäuden, sondern im Rahmen von Bodenkontrollen auch in Flugzeugen.

## Landwirtschaft
Für die Suche nach Trüffeln werden (neben Schweinen) Hunde ausgebildet und eingesetzt, die als Trüffelhund bezeichnet werden. Eine Rasse, die dabei genutzt wird, ist der Lagotto Romagnolo.

## Archäologie
Speziell trainierte Leichensuchhunde werden auch in der Archäologie eingesetzt.